# Mendeltna (Alaska)
Mendeltna es un lugar designado por el censo ubicado en el Área censal de Valdez–Cordova en el estado estadounidense de Alaska. En el Censo de 2010 tenía una población de 39 habitantes y una densidad poblacional de 0,03 personas por km².

## Geografía
Mendeltna se encuentra en las coordenadas 62°8′5″N 146°32′22″O / 62.13472, -146.53944. Según la Oficina del Censo de los Estados Unidos, Mendeltna tiene una superficie total de 1183.57 km², de la cual 1166.32 km² corresponden a tierra firme y (1.46%) 17.25 km² es agua.

## Demografía
Según el censo de 2010, había 39 personas residiendo en Mendeltna. La densidad de población era de 0,03 hab./km². De los 39 habitantes, Mendeltna estaba compuesto por el 87.18% blancos, el 0% eran afroamericanos, el 0% eran amerindios, el 0% eran asiáticos, el 0% eran isleños del Pacífico, el 0% eran de otras razas y el 12.82% pertenecían a dos o más razas. Del total de la población el 5.13% eran hispanos o latinos de cualquier raza.

## Localidades adyacentes
El siguiente diagrama muestra a las localidades más próximas a Mendeltna.